# Roger Pontare
Roger Pontare (Duved (Åre), 17 oktober 1951) is een Zweedse zanger.
In 1994 won hij aan de zijde van Marie Bergman Melodifestivalen met het lied Stjärnorna. Op het Eurovisiesongfestival werden ze 13de.
Zes jaar later won hij opnieuw de preselectie met När vindarna viskar mitt namn en mocht hij in eigen land aantreden, hij koos wel voor de Engelse versie When spirits are calling my name op het songfestival, hij werd 7de.
Opnieuw zes jaar later vond hij de tijd rijp voor een nieuwe deelname aan Melodifestivalen, deze keer was minder succesvol, Silverland haalde de finale niet.
1958: Alice Babs · 
1959: Brita Borg · 
1960: Siw Malmkvist · 
1961: Lill-Babs · 
1962: Inger Berggren · 
1963: Monica Zetterlund · 
1965: Ingvar Wixell · 
1966: Lill Lindfors & Svante Thuresson · 
1967: Östen Warnerbring · 
1968: Claes-Göran Hederström · 
1969: Tommy Körberg · 
1971: Family Four · 
1972: Family Four · 
1973: Nova · 
1974: ABBA · 
1975: Lasse Berghagen · 
1977: Forbes · 
1978: Björn Skifs · 
1979: Ted Gärdestad · 
1980: Tomas Ledin · 
1981: Björn Skifs · 
1982: Chips · 
1983: Carola · 
1984: Herreys · 
1985: Kikki Danielsson · 
1986: Lasse Holm & Monica Törnell · 
1987: Lotta Engberg · 
1988: Tommy Körberg · 
1989: Tommy Nilsson · 
1990: Edin-Ådahl · 
1991: Carola · 
1992: Christer Björkman · 
1993: Arvingarna · 
1994: Marie Bergman & Roger Pontare · 
1995: Jan Johansen · 
1996: One More Time · 
1997: Blond · 
1998: Jill Johnson · 
1999: Charlotte Nilsson · 
2000: Roger Pontare · 
2001: Friends · 
2002: Afro-Dite · 
2003: Fame · 
2004: Lena Philipsson · 
2005: Martin Stenmarck · 
2006: Carola · 
2007: The Ark · 
2008: Charlotte Perrelli · 
2009: Malena Ernman · 
2010: Anna Bergendahl · 
2011: Eric Saade · 
2012: Loreen · 
2013: Robin Stjernberg · 
2014: Sanna Nielsen · 
2015: Måns Zelmerlöw · 
2016: Frans · 
2017: Robin Bengtsson · 
2018: Benjamin Ingrosso · 
2019: John Lundvik · 
2021: Tusse · 
2022: Cornelia Jakobs · 
2023: Loreen · 
2024: Marcus & Martinus · 
2025: KAJ
- Gemeinsame Normdatei: 135167698
- International Standard Name Identifier: 0000 0000 5838 8109
- MusicBrainz: 7de38172-2c22-4ff2-bf11-c3c62fb058e6
- LIBRIS: 211658
- Virtual International Authority File: 187149196263674790696